# Contea di Jasper (Iowa)
La contea di Jasper (in inglese Jasper County) è una contea dello Stato dell'Iowa, negli Stati Uniti. La popolazione al censimento del 2000 era di 37 213 abitanti. Il capoluogo di contea è Newton.
La Contea di Jasper fu decisa nel 1846 e prende il nome dal sergente William Jasper, un eroe di guerra.

## Geografia fisica
La contea ha una superficie di 1898,3 km², di cui la quasi totalità (99,60%) è rappresentato dalle terre emerse 1890,7 km², e la restante superficie da laghi e fiumi (0,40%) (7,6 km²). La principale risorsa idrica della contea è il Skunk River esso attraverso il suo territorio da nord a sud; altre risorse idriche sono rappresentate dai laghi Lake Mariposa and Rock Creek.

### Contee confinanti
- Contea di Marshall (Iowa) (nord)
- Contea di Poweshiek (est)
- Contea di Mahaska (sudest)
- Contea di Marion (Iowa) (sud)
- Contea di Polk (Iowa) (ovest)
- Contea di Story (nordovest)

### Città
| - Baxter - Colfax - Kellogg - Lambs Grove | - Lynnville - Mingo - Mitchellville - Monroe | - Newton - Oakland Acres - Prairie City | - Reasnor - Sully - Valeria |

### Città minori
| - Ira | - Killduff | - Rushville |